# Ailika Kremer
Pour les articles homonymes, voir Kremer.
Ailika Kremer (en russe : Айлика Гидоновна Кремер, Aïlika Gidonóvna Kremer) est une actrice russe née à Moscou le 15 mai 1977.

## Filmographie
- 1983 : Quarantine
- 1993 : Moi Ivan, toi Abraham
- 2002 : Red Serpent
- 2005 : Matrioshki, le trafic de la honte